# Marcel Atze
Marcel Atze (* 1967 in Deggingen) ist ein deutscher Germanist, Volkskundler und Bibliothekar in Wien.

## Leben
Atze studierte Bibliothekswesen an den Universitäten Tübingen und Stuttgart sowie Germanistik, Literaturvermittlung und Volkskunde in Bamberg, wo er 2001 auch promoviert wurde. Ab 2002 war er wissenschaftlicher Mitarbeiter am Fritz Bauer Institut in Frankfurt am Main.
Von 2009 bis zu ihrer Auflösung 2022 war er Leiter der Handschriftensammlung der Wienbibliothek im Rathaus. Seither ist er Mitarbeiter der Abteilung Handschriften, Musikalien und Nachlässe. Er wirkt auch als Kurator für Ausstellungen.

## Publikationen (Auswahl)
- (hrsg. mit Kyra Waldner): „So schön kann Wissenschaft sein!“ Zeitkapseln aus der Sammlung Brigitte Hamann. Amalthea Signum, Wien 2017, ISBN 978-3-99050-093-4.
- (hrsg. mit Kyra Waldner): Es ist Frühling und ich lebe noch. Eine Geschichte des Ersten Weltkriegs in Infinitiven. Von Aufzeichnen bis Zensieren. Residenz, St. Pölten 2014, ISBN 978-3-7017-3336-1.
- (hrsg. mit Marcus G. Patka): Die „Gefahren der Vielseitigkeit“. Friedrich Torberg 1908–1979. Holzhausen, Wien 2008, ISBN 978-3-85493-156-0.
- (hrsg. mit Hermann Böhm): „Wann ordnest Du Deine Bücher?“ Die Bibliothek H. C. Artmann. Sonderzahl, Wien 2006, ISBN 978-3-85449-261-0.
- (hrsg. mit Franz Loquai): Sebald. Lektüren. Edition Isele, Eggingen 2005, ISBN 978-3-86142-363-8.